# Lathosea
Lathosea từng là một chi bướm đêm thuộc họ Noctuidae, hiện tại được coi là đồng nghĩa của Cucullia.

## Former species
- Lathosea dammersi McDunnough, 1935
- Lathosea pulla Grote, 1881
- Lathosea spaldingi Barnes & Benjamin, 1922